# Leptostylus angulicollis
Leptostylus angulicollis är en skalbaggsart som beskrevs av Bates 1885. Leptostylus angulicollis ingår i släktet Leptostylus och familjen långhorningar.
Artens utbredningsområde är:
- El Salvador.
- Guatemala.

Inga underarter finns listade i Catalogue of Life.